# Noel B. Radford
Noel B. Radford (* um 1910; † 20. oder 21. Jahrhundert) war ein kanadisch-englischer Badmintonspieler. 

## Karriere
Noel B. Radford startete seine Badmintonkarriere in Kanada, wo er 1929 und 1932 nationaler Titelträger wurde. Danach wurde er Badminton-Profi. Nach dem Zweiten Weltkrieg war er wieder als Amateur für England erfolgreich.

## Sportliche Erfolge
| Saison | Veranstaltung                 | Disziplin    | Platz | Name                             |
| ------ | ----------------------------- | ------------ | ----- | -------------------------------- |
| 1929   | Kanada: Einzelmeisterschaften | Herrendoppel | 1     | Jack G. Muir / Noel B. Radford   |
| 1932   | Kanada: Einzelmeisterschaften | Mixed        | 1     | Noel B. Radford / Anna Kier      |
| 1932   | Kanada: Einzelmeisterschaften | Herrendoppel | 1     | Jack Underhill / Noel B. Radford |
| 1947   | Scottish Open                 | Herreneinzel | 1     | Noel Radford                     |
| 1947   | Irish Open                    | Herreneinzel | 1     | Noel B. Radford                  |
| 1948   | Irish Open                    | Herrendoppel | 1     | Noel B. Radford / Frank Peard    |
| 1948   | Scottish Open                 | Herreneinzel | 1     | Noel Radford                     |
| 1948   | Irish Open                    | Herreneinzel | 1     | Noel B. Radford                  |
| 1948   | Südafrikanische Meisterschaft | Mixed        | 1     | Noel B. Radford / Betty Uber     |
| 1948   | Südafrikanische Meisterschaft | Herreneinzel | 1     | Noel B. Radford                  |
| 1949   | Hampshire Championships       | Herrendoppel | 1     | David Choong / Noel B. Radford   |
| 1949   | Hampshire Championships       | Herreneinzel | 1     | Noel B. Radford                  |
| 1950   | Surrey Championships          | Herreneinzel | 1     | Wong Peng Soon / Noel B. Radford |
| 1951   | Yorkshire Championships       | Herreneinzel | 1     | Noel B. Radford                  |